# 陸前戸倉駅
陸前戸倉駅（りくぜんとぐらえき）は、宮城県本吉郡南三陸町戸倉（とくら）字転石（ころびいし）にある、東日本旅客鉄道（JR東日本）気仙沼線BRT（バス高速輸送システム）のバス停留所である。元々は同社の気仙沼線の鉄道駅であった。

## 歴史
- 1977年（昭和52年）12月11日：日本国有鉄道（国鉄）気仙沼線の駅として開業[3]。
- 1987年（昭和62年）4月1日：国鉄分割民営化により、JR東日本の駅となる[3]。
- 2011年（平成23年）3月11日：東北地方太平洋沖地震で発生した津波の被害を受け流失[4]。
- 2012年（平成24年）8月20日：BRTで仮復旧[5]。駅は国道上に移設。
- 2013年（平成25年）9月5日：バス専用道の延伸に伴い、BRT用の駅舎を旧駅舎のあった場所に整備し駅を移設[6]。
- 2020年（令和2年）4月1日：柳津駅 - 気仙沼駅間の鉄道事業廃止により、鉄道駅としては廃駅となる[7][8]。

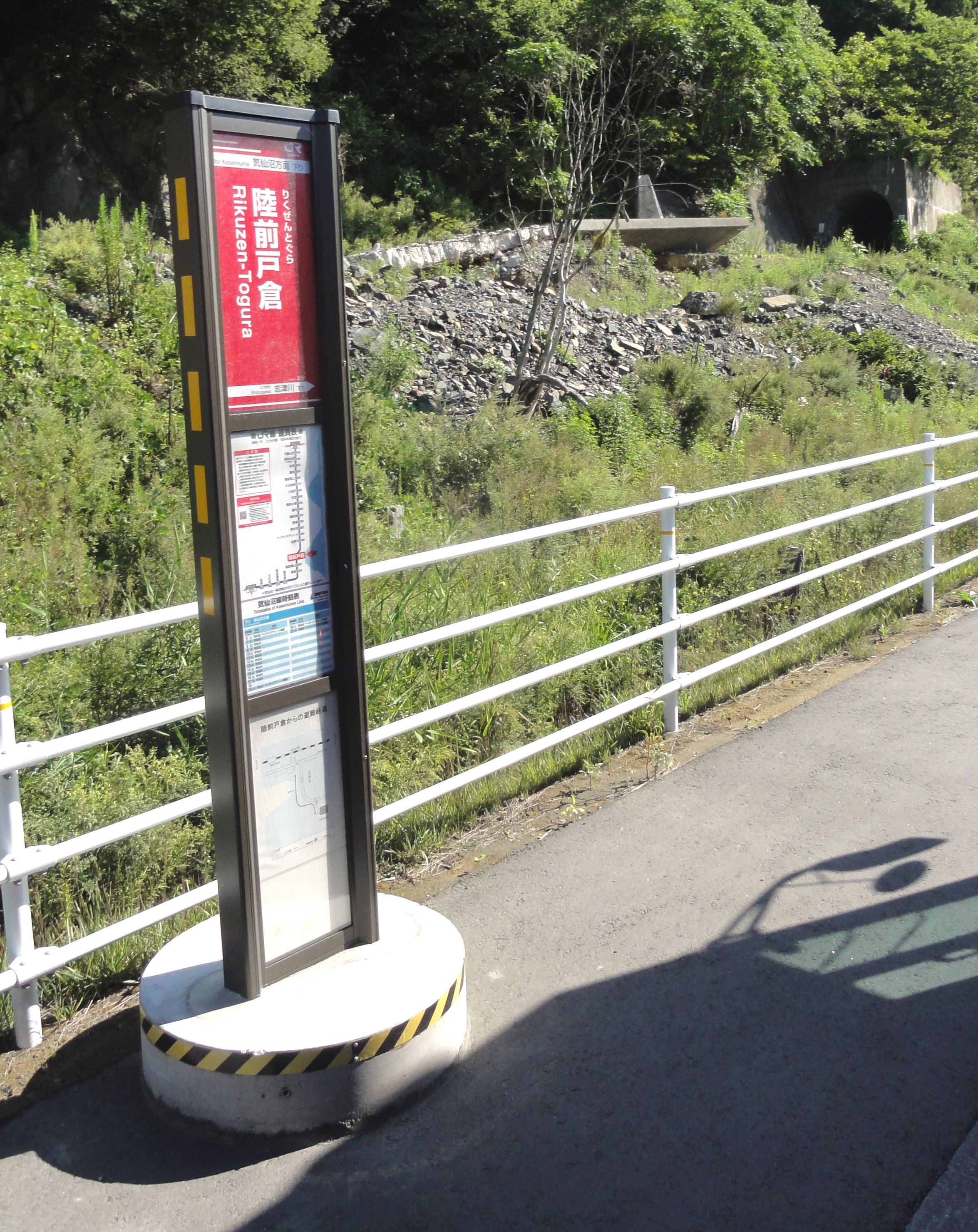
一般道上に設置されていた時代のBRTのりば（2012年9月）

## 駅構造
BRT専用道上、鉄道駅があった場所に駅舎が整備されている。乗降場部分は1車線だが、乗降場の両側に待避所がある。
陸前横山方に、隣接する国道45号との連絡ルートが整備されており、一般道での迂回運行の際などに使われる。

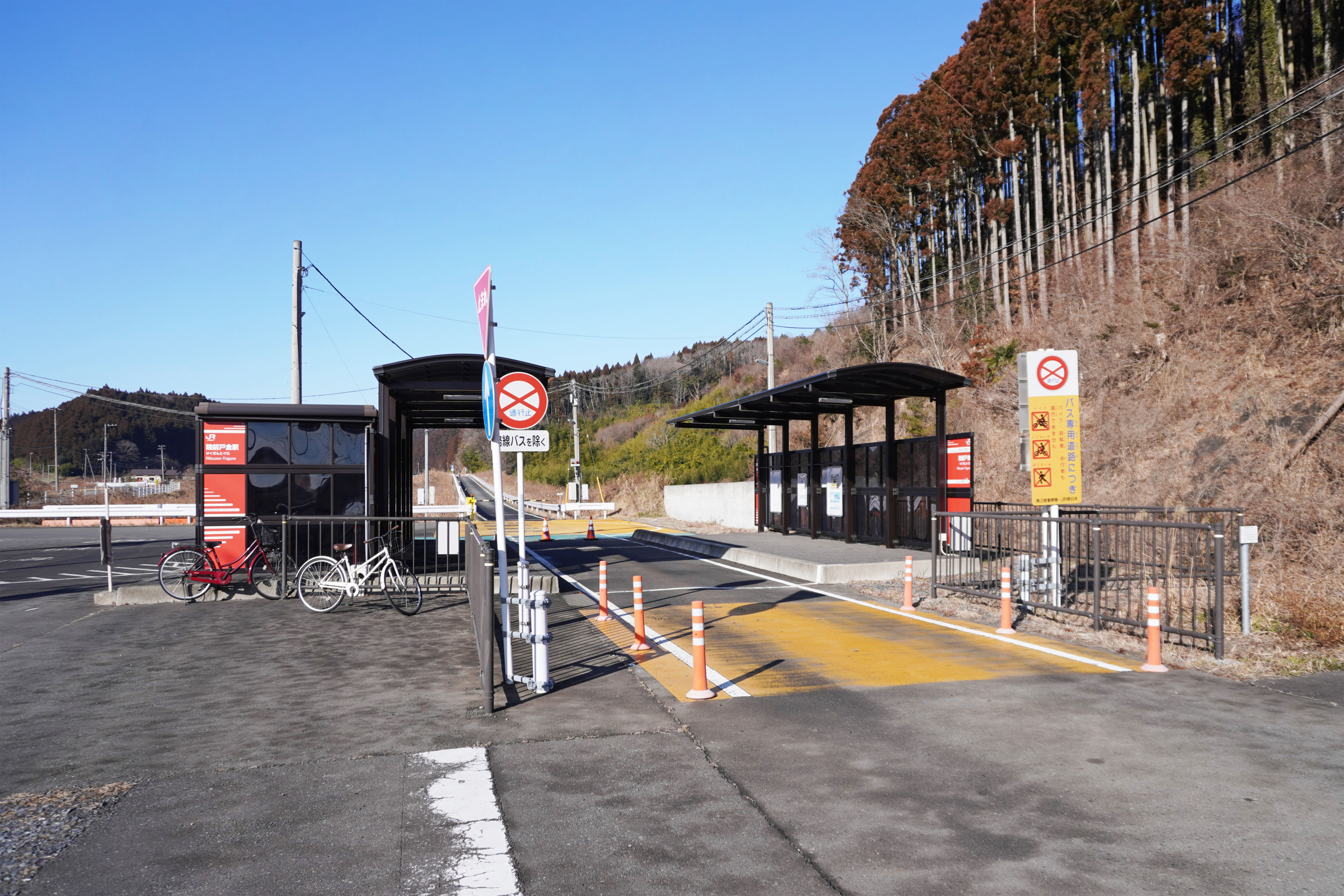
BRTのりば（2024年2月）

### 旧鉄道駅
震災前は、盛土上に単式ホーム1面1線を有する地上駅で、石巻駅管理の無人駅であった。

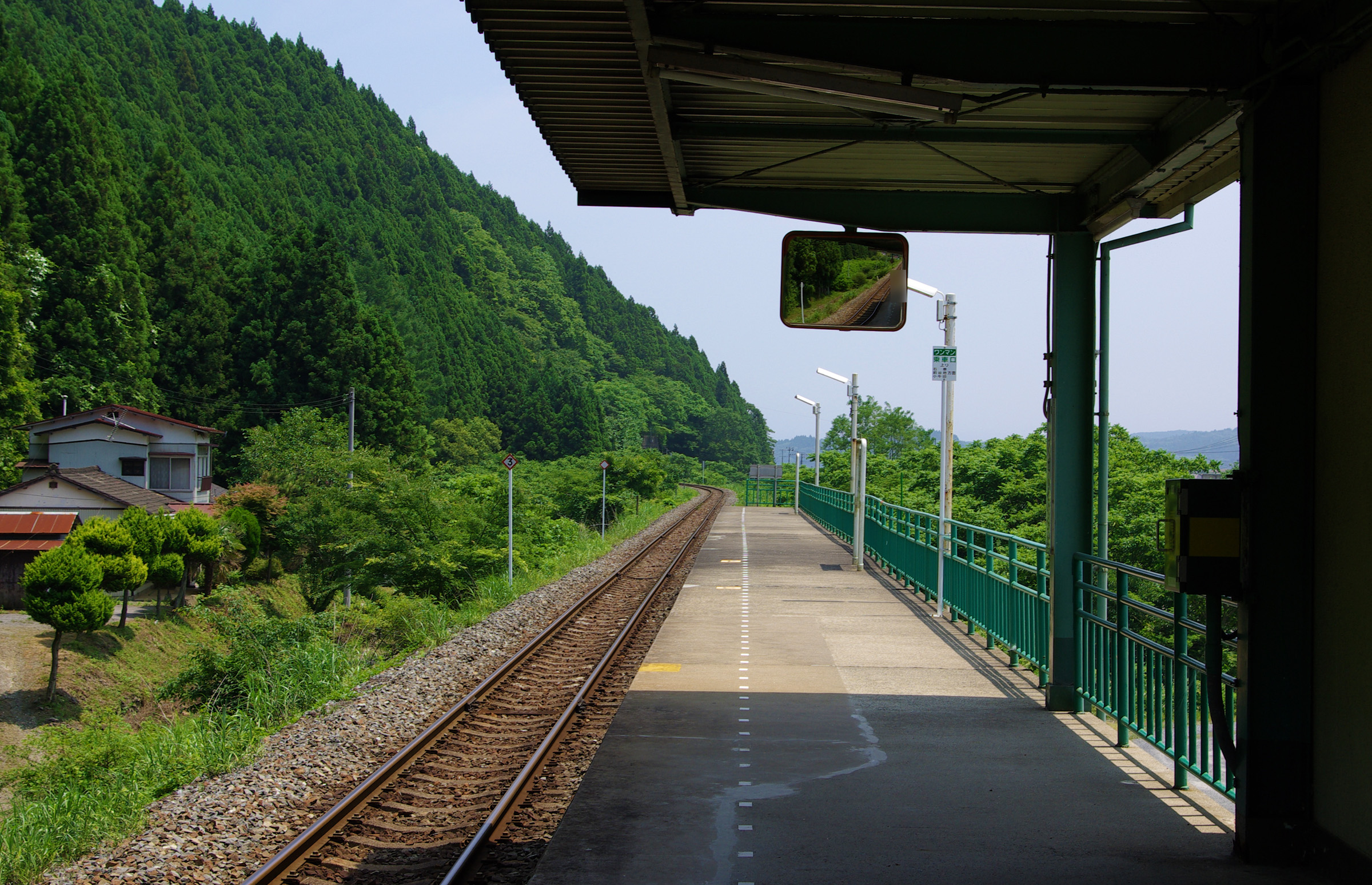
鉄道時代のホーム（2009年7月）

## 利用状況
JR東日本によると、2023年度（令和5年度）の1日平均乗車人員は9人である。
2013年度（平成25年度）以降の推移は以下のとおりである。
| 乗車人員推移       | 乗車人員推移     | 乗車人員推移    |
| 年度               | 1日平均 乗車人員 | 出典            |
| ------------------ | ---------------- | --------------- |
| 2013年（平成25年） | 9                | [ 利用客数 2 ]  |
| 2014年（平成26年） | 10               | [ 利用客数 3 ]  |
| 2015年（平成27年） | 10               | [ 利用客数 4 ]  |
| 2016年（平成28年） | 11               | [ 利用客数 5 ]  |
| 2017年（平成29年） | 12               | [ 利用客数 6 ]  |
| 2018年（平成30年） | 13               | [ 利用客数 7 ]  |
| 2019年（令和元年） | 12               | [ 利用客数 8 ]  |
| 2020年（令和02年） | 10               | [ 利用客数 9 ]  |
| 2021年（令和03年） | 4                | [ 利用客数 10 ] |
| 2022年（令和04年） | 6                | [ 利用客数 11 ] |
| 2023年（令和05年） | 9                | [ 利用客数 1 ]  |

## 駅周辺
- 戸倉郵便局（営業休止中）
- 折立川
- 志津川湾
- 南三陸町立戸倉小学校
- 南三陸町立戸倉中学校
- 南三陸警察署戸倉駐在所
- 南三陸ホテル観洋
- 国道45号
- 国道398号

## 隣の停留所
東日本旅客鉄道（JR東日本）
■気仙沼線BRT
陸前横山駅 - 陸前戸倉駅 - 志津川駅
- 鉄道時代の隣の駅も上記と同様であった。

### 記事本文
1. 1 2 3  “駅の情報（陸前戸倉駅）：JR東日本”.   東日本旅客鉄道. 2024年12月30日閲覧。
2. 1 2 3  『週刊 JR全駅・全車両基地』 56号 新庄駅・気仙沼駅・鳴子温泉駅ほか80駅、朝日新聞出版〈週刊朝日百科〉、2013年9月15日、23頁。
3. 1 2 3  石野哲（編）『停車場変遷大事典 国鉄・JR編 Ⅱ』（初版）JTB、1998年10月1日、483頁。ISBN 978-4-533-02980-6。
4. ↑  「【東日本大震災】JR東日本、太平洋沿岸の23駅流失」『Sankei Biz』2011年4月1日。オリジナルの2011年8月27日時点におけるアーカイブ。
5. ↑  「気仙沼線における暫定的なサービス提供開始について (PDF)」（プレスリリース）、東日本旅客鉄道仙台支社／東日本旅客鉄道盛岡支社、2012年7月18日。2015年7月12日時点のオリジナル (PDF)よりアーカイブ。2024年12月30日閲覧。
6. ↑  「気仙沼線BRTの専用道延伸及びダイヤ改正について (PDF)」（プレスリリース）、東日本旅客鉄道仙台支社／東日本旅客鉄道盛岡支社、2013年7月11日。2015年6月29日時点のオリジナル (PDF)よりアーカイブ。2024年12月30日閲覧。
7. ↑  「気仙沼線（柳津～気仙沼間）及び大船渡線（気仙沼～盛間）における鉄道事業の廃止の日の繰上げの届出について (PDF)」（プレスリリース）、東日本旅客鉄道、2020年1月31日。2020年2月6日閲覧。
8. ↑  「鉄道事業の廃止の届出に係る廃止の日の繰上げについて (PDF)」（プレスリリース）、国土交通省東北運輸局、2020年1月29日。2020年2月1日時点のオリジナル (PDF)よりアーカイブ。2020年2月6日閲覧。

### 利用状況
1. 1 2  「BRT駅別乗車人員（2023年度）| 企業サイト：JR東日本」東日本旅客鉄道。2025年7月29日閲覧。
2. ↑  「BRT駅別乗車人員（2013年度）：JR東日本」東日本旅客鉄道。2025年7月29日閲覧。
3. ↑  「BRT駅別乗車人員（2014年度）：JR東日本」東日本旅客鉄道。2025年7月29日閲覧。
4. ↑  「BRT駅別乗車人員（2015年度）：JR東日本」東日本旅客鉄道。2025年7月29日閲覧。
5. ↑  「BRT駅別乗車人員（2016年度）：JR東日本」東日本旅客鉄道。2025年7月29日閲覧。
6. ↑  「BRT駅別乗車人員（2017年度）：JR東日本」東日本旅客鉄道。2025年7月29日閲覧。
7. ↑  「BRT駅別乗車人員（2018年度）：JR東日本」東日本旅客鉄道。2025年7月29日閲覧。
8. ↑  「BRT駅別乗車人員（2019年度）：JR東日本」東日本旅客鉄道。2025年7月29日閲覧。
9. ↑  「BRT駅別乗車人員（2020年度）| 企業サイト：JR東日本」東日本旅客鉄道。2025年7月29日閲覧。
10. ↑  「BRT駅別乗車人員（2021年度）| 企業サイト：JR東日本」東日本旅客鉄道。2025年7月29日閲覧。
11. ↑  「BRT駅別乗車人員（2022年度）| 企業サイト：JR東日本」東日本旅客鉄道。2025年7月29日閲覧。